# Andrei Lukanov
Andrei Lukanov (Bulgare: Андрей Карлов Луканов), né le 26 septembre 1938 à Moscou et mort le 2 octobre 1996 à Sofia, est un homme politique soviéto-bulgare, dernier président du Conseil des ministres de la république populaire de Bulgarie. 

## Biographie
Andrei Lukanov fait des études à l'Institut d'État des relations internationales de Moscou et rejoint l'Union de la jeunesse communiste Dimitrov en 1957. Il entre en 1963 au ministère des Affaires étrangères et adhère au Parti communiste bulgare en 1966. De 1976 à 1986 il est vice-président du conseil des ministres. De 1987 à 1990 il est ministre du Commerce extérieur.
Il est nommé premier ministre le 8 février 1990. N'ayant pu former un cabinet de coalition il dirige un gouvernement  constitué uniquement de membres du parti communiste bulgare (BCP). Deux mois après les élections législatives de juin 1990 il démissionne. Il reste aux affaires en assurant l'intérim jusqu'au 21 septembre 1990, date à laquelle l'assemblée nationale vote la constitution d'un nouveau cabinet ministériel. Le 23 novembre  le parlement  ne lui accorde pas sa confiance, le 26 novembre une grève générale organisée par la Confédération du travail Podkrepa  V. (Mirtcho Stoimenov) paralyse le pays et le 29 novembre 1990  il démissionne. Il est arrêté le 9 juillet 1992 et accusé de détournement de fonds publics.
Il est assassiné le 2 octobre 1996 par un tireur devant son appartement à Sofia.

## Source
- Raymond Detrez Historical dictionary of Bulgaria éd. Rowman & Littlefield 2015 p. 304  (ISBN 978-1-4422-4179-4)
- Harris Lentz Heads of states and governments since 1945 éd.Routledge 2013 p. 120  (ISBN 1-884964-44-3)